# Batalla d'Agbeluvhoe
La batalla d'Agbeluvhoe (o Agbéluvhoé, o Agbeluwoe), coneguda també com la batalla dels Tsewie o la batalla de Beleaguer, es va lliurar el 15 d'agost de 1914 durant campanya de Togolàndia de la Primera Guerra Mundial, entre la força invasora dels soldats de la West African Frontier Force (WAFF) de l'Imperi Britànic contra les tropes alemanyes de Togolàndia.
Les tropes britàniques que estaven en la capital togolesa Lomé, a la costa, van avançar cap a l'estació de radiotelegrafia de Kamina, 160 km cap a l'interior prop dels turons d'Atakpame. Les úniques rutes continentals eren el ferrocarril i la carretera, que havien estat construïdes a través de densa i gairebé intransitables selva.
Dos trens plens de tropes alemanyes es van traslladar cap al sud per a fer pressió contra els britànics i per a retardar la invasió anglo-francesa, però van ser emboscats en Agbulovhoe, van patir grans pèrdues i van fugir, deixant al nord 50 km de via de tren intacte.
Després d'una interrupció de tres dies per a acumular subministraments, els britànics van reprendre l'avanç amb el suport dels Tirailleurs Sénégalais francesos. Les forces colonials alemanyes només van ser capaços de dur a terme una acció defensiva, la batalla de Chra al 22 d'agost. L'estació de radiotelegrafia de Kamina va ser destruïda durant la nit del 24/25 d'agost i la colònia es va rendir l'endemà.

## Antecedents

### Desenvolupament estratègic
El 5 d'agost de 1914 es va crear un subcomitè ofensiu dins del Committee of Imperial Defence britànic (Comitè de la Defensa Imperial), i va establir el principi que s'havia de garantir la supremacia dels mars. Es van considerar objectius territorials només si podien obtenir-se amb les forces locals i si l'objectiu assistia a la prioritat de mantenir les comunicacions marítimes britàniques, i que les guarnicions de l'exèrcit britànic a l'estranger havien de retornar a Europa en una «Concentració Imperial».
Es van considerar importants els atacs a les bases d' aprovisionament de carbó alemanyes i a les estacions de radiotelegrafia, per a netejar els mars de corsaris alemanys. Es van considerar objectius: Tsingtao, Lüderitz, Windhoek, Douala, Dar es Salaam i una estació de radiotelegrafia alemanya en Togolàndia, al costat de la colònia britànica de Costa d'Or en el golf de Guinea, que es considerava vulnerable als atacs de les forces locals. El transmissor de ràdio d'alta potència que s'havia construït en Kamina controlava la comunicació alemanya de l'oceà Atlàntic, fent d'enllaç entre un transmissor alemany a Nauen, prop de Berlín, amb les colònies alemanyes d'Àfrica Occidental i amb Sud Amèrica.
En esclatar la guerra, el governador interí alemany de Togolàndia, tenia 152 policies paramilitars, 416 policies locals i 125 guàrdies fronterers, però no tenia un exèrcit regular; va proposar la neutralitat a les autoritats colonials britàniques i franceses en virtut de la Llei del Congo de 1885, i després es va retirar de Lomé i de la regió costanera quan els britànics li van exigir la rendició incondicional. El governador interí, el Major Hans-Georg von Döring (en absència del Governador Adolf Friedrich Albrecht Heinrich), va enviar un missatge per ràdio sense codificar a Berlín revelant el seu pla de retirar-se a Kamina, però va ser interceptat i va ser utilitzar per a iniciar les operacions ofensives contra Kamina, sent autoritzades pel Colonial Office el 9 d'agost. Les expedicions anglo-franceses del nord de Dahomey, Nigèria i Costa d'Or van començar el 12 d'agost.

### Desenvolupament tàctic
El 6 d'agost de 1914, els governs britànic i francès van demanar a les autoritats alemanyes de Togolàndia a rendir-se.
El 7 d'agost, les forces anglo-franceses van envair la colònia i van ocupar Lomé sense trobar oposició, i pel 12 d'agost, la part sud de la colònia ja estava sota control anglo-francès. El 14 d'agost, les tropes britàniques i franceses, la policia i els irregulars van ocupar Yendi i Sansanné-Mango, al nord de Togolàndia. Al sud, la Schutztruppe s'havia retirat cap a l'estació de radiotelegrafia de Kamina, a uns 100 km terra endins.
Mentre les forces britàniques i franceses avançaven cap Kamina, els comandants de les forces alemanyes, el governador interí', el Major Hans-Georg von Döring i el comandant militar, el capità Georg Pfähler van intentar retardar l'avanç dels Aliats destruint els ponts. Les forces principals britàniques i franceses van arribar des del sud, on els camins ben construïts i els ferrocarrils de la costa feien fàcil el transport per a ambdues parts.
Per a atacar els West African Rifles (Rifles d'Àfrica Occidental) de la West African Frontier Force (WAAF) (Força de la Frontera de l'Àfrica Occidental), els comandants alemanys van omplir dos trens amb 200 soldats alemanys i els van enviar cap al sud per atacar els Aliats, el 15 d'agost de 1914.

## Batalla
El 14 d'agost, el britànics havien aconseguit Tsévié sense trobar oposició i les patrulles van informar que no havien forces alemanyes al sud d'Agbeluvhoe. La força principal britànica es van reunir a Togblekove, i el 15 d'agost la Companyia I va avançar per la carretera cap a Agbeluvhoe seguida pel cos principal. Quan la força principal va assolir Dawie, els civils van informar que un tren ple d'alemanys havia sortit de l'estació de Tsévié d'hora aquell matí. En Tsévié els britànics van descobrir que el tren s'havia dirigit cap al nord i es va afanyar a donar suport a la Companyia I.
La Companyia I va albirar el tren que venia des del sud a les 4.00 am mentre estaven aturats en la carretera prop d'Ekuni, un poble prop de 10 km al sud d'Agbeluvhoe. Es va enviar una secció per a bloquejar la via del ferrocarril i la resta de la Companyia I va fer pressió sobre Agbeluvhoe. Un civil local va guiar la secció per la via fèrria, on el tinent Collins i els seus homes van apilar pedres i una placa de ferro pesada sobre la via, a uns 180 m al nord del pont d'Ekuni, i després els van emboscar. Un segon tren, on viatjava el capità Georg Pfähler, comandant de les forces alemanyes en Togolàndia, es va aturar davant de l'obstacle i va aconseguir revertir la marxa abans que els atacants arribessin fins a ells. La resta de la Companyia I va sentir el pas del tren i van establir una altra emboscada, pero el ferrocarril va poder escapar a tota velocitat. Les tropes britàniques es van reagrupar i van avançar cap a Agbeluvhoe, on es va establir un altre bloqueig de carreteres i de ferrocarril.
Els dos trens es van quedar al sud d'Agbeluvhoe, i el comboi que transportava els subministraments a la Companyia I va ser assetjat per atacs alemanys durant dues hores abans d'arribar a la posició britànica. La posició d'Agbeluvhoe va ser atacada diverses vegades des del sud i durant la nit es van efectuar més atacs, però van ser rebutjats. Com que la força principal britànica es va acostar, els alemanys es van retirar als seu trens i finalment es van rendir.
La força principal, al comandament del coronel Bryant, va ser atacada al riu Lila per una partida alemanya a la tarda del 15 d'agost, on els alemanys van volar el pont i després es va retirar cap a una lloma on van lluitar en una acció dilatòria fins que els britànics els van derrotar a les 16.30 pm; tres alemanys morts es van quedar enrere i els britànics van perdre un home mort i tres ferits. Quan es va reprendre l'avanç britànic, van poder ocupar Ekuni i van trobar vint vagons de ferrocarril, que havien descarrilat per l'obstrucció de prop del pont.
L'endemà al matí, van ser capturats el baró Anton von Codelli Fahnenfeldt, que havia dissenyat l'estació de radiotelegrafia de Kamina, i un alemany expert en explosius, i la columna va partir cap a Agbeluvhoe, sense haver rebut cap notícia que hagués arribat la Companyia I. Van trobar una lleu oposició a mig camí de l'estació i es van trobar amb molt equipament abandonat. Hi va haver trets fins a uns 2 km d' Agbeluvhoe, on la majoria dels 200 soldats alemanys dels trens es van rendir i van entregar les dues màquines de tren, vagons, metralladores, rifles i moltes municions. Els alemanys que van poder escapar estaven massa desmoralitzats per dur a terme les demolicions i es va poder capturar 50 km de via de ferrocarril.
Els britànics van perdre 6 morts i 35 ferits, molts dels quals tenien ferides lleus i que va elevar les sospites que els alemanys havien utilitzat bales de punta tova. Més tard es va descobrir que va ser parcialment cert, ja que alguns reservistes precipitadament incorporats havien utilitzat la seva munició civil.

## Conseqüències

### Anàlisi
Els alemanys van perdre una quarta part de les seves tropes en l'intent de fustigar a les forces britàniques al sud, mitjançant l'ús de la via fèrria. Es va considerar un gran fracàs i la derrota dels alemanys a Togolàndia. Encara que van poder retardar breument l'avanç britànic cap al nord, que no es va reprendre fins al 19 d'agost, la batalla d'Agbeluvhoe no va tenir cap efecte durador sobre l'avanç dels Aliats.

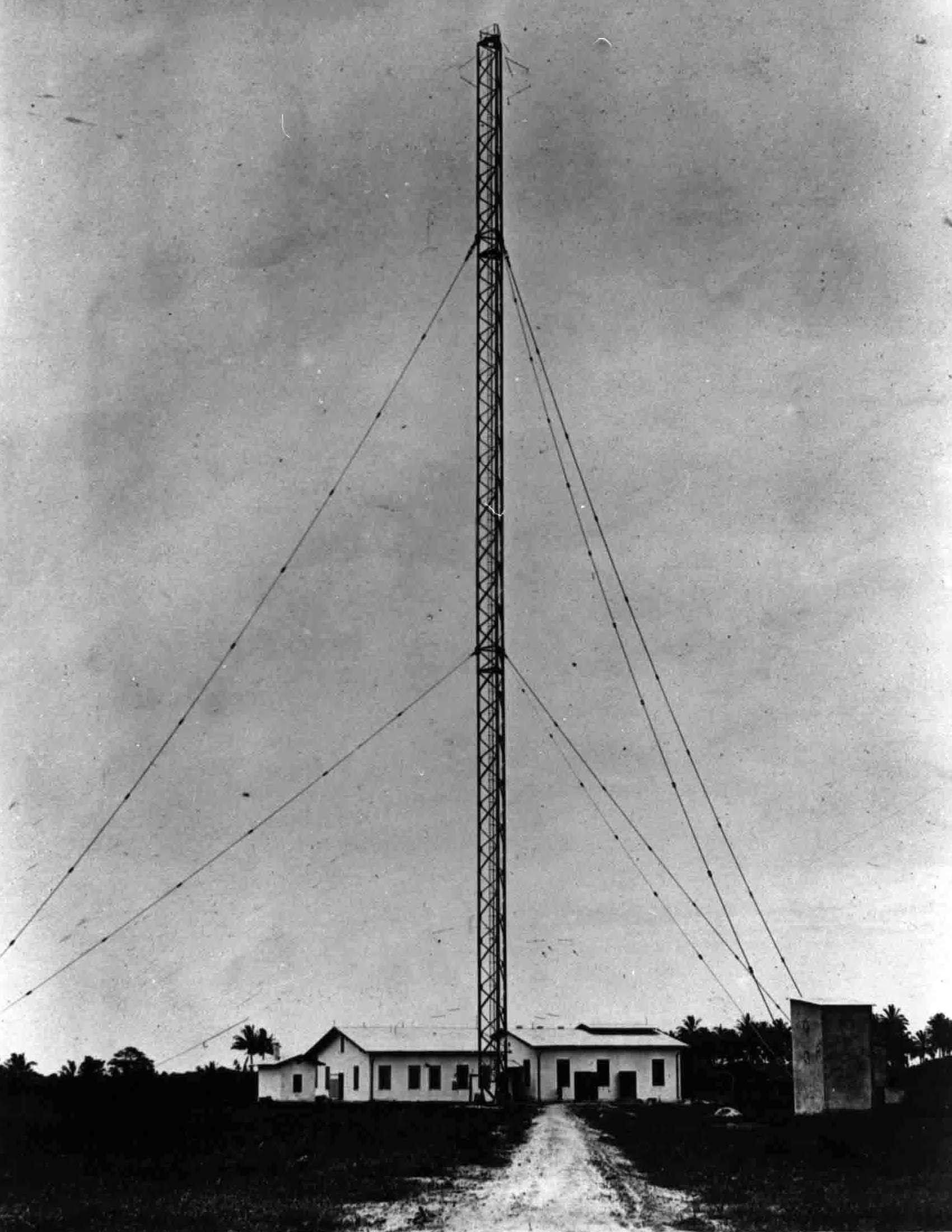
Estació de radiotelegrafia de Kamina

El governador interí de la colònia, el comandant Hans-Georg von Döring, es va lliurar onze dies després de la batalla, el 26 d'agost de 1914.
S'esperava que la força alemanya de 1.500 homes, organitzada en una companyia alemanya i set companyies locals, sería més difícil de derrotar, donat el terreny de Togolàndia i les extenses trinxeres en Kamina. Un presoner alemany va escriure més tard que pocs dels alemanys tenien entrenament militar, les defenses de Kamina eren massa grans per a la guarnició i que estaven envoltats de turons. Els alemanys no van ser capaços d'obtenir informació sobre els britànics en la veïna Costa d'Or (Ghana) i les instruccions per ràdio de Berlín només van insistir que l'estació de radiotelegrafia havia de ser protegida. En les tres primeres setmanes d'agost, es van transmetre 229 missatges de Nauen a les colònies alemanyes i als vaixells alemanys. La defensa de l'emissora va tenir efectes operacionals més amplis, però els alemanys no van fer cap intent de resistència perllongada. Finalment, l'estació de radiotelegrafia de Kamina va ser destruïda pels alemanys, deixant sense comunicació als vaixells alemanys al sud de l'Atlàntic amb Europa, fet que va influir en la batalla de les Illes Malvines al 8 de desembre.

### Baixes
Els britànics van tenir 83 baixes i les forces alemanyes 41 en la batalla d'Agbeluvhoe.

### Operacions posteriors
El 22 d'agost es va lliurar la batalla de Chra entre les forces invasores anglo-franceses i els alemanys al riu Chra i en el llogaret de Chra. Les forces alemanyes van poder resistir i repel·lir l'atac anglo-francès. Els Aliats van atacar de nou el 23 d'agost, però es va trobar que els alemanys s'havien retirat a l'interior, cap a Kamina.
Al final de la campanya de Togolàndia, sis de les set províncies havien estat abandonades pels alemanys, els ponts no s'havien destruït i només la línia del riu Chra dels tres possibles obstacles fluvials s'havien defensat.
La velocitat de la invasió de diverses columnes britàniques i franceses que va ser subestimada, i la falta de suport local per al règim colonial, havien estat obstacles insuperables per als colons alemanys.
Togolàndia va ser ocupada pels britànics i francesos durant la guerra.